# Flintshire

Escudo de Flintshire.

Flintshire (en galés: Sir y Fflint) es una autoridad unitaria del condado preservado de Clwyd, situada al norte de Gales (Reino Unido). Fue creado en 1996 y su capital es Mold, que era la capital de Clwyd. Otra Flintshire existió entre 1284 y 1974 antes de la fundación de Clwyd. Tenía fronteras diferentes, y un exclave al sur que está actualmente en Wrexham. La capital de la antigua Flintshire  era Flint, que dio su nombre al condado.
Flintshire tiene fronteras con dos otras autoridades unitaria de Clwyd: Wrexham (al sur) y Denbighshire (al oeste). Flintshire está al oeste del condado inglés de Cheshire. Tiene una costa al norte, con el Mar de Irlanda. En 2010  el gobierno británico estimó que la población de Flintshire es  de 149.700 habitantes, la sexta  de las 22 áreas principales de Gales. Su área es 438km², la duodécima más grande.
El río Dee desemboca al Mar de Irlanda después de Connah's Quay.

## Comunidades

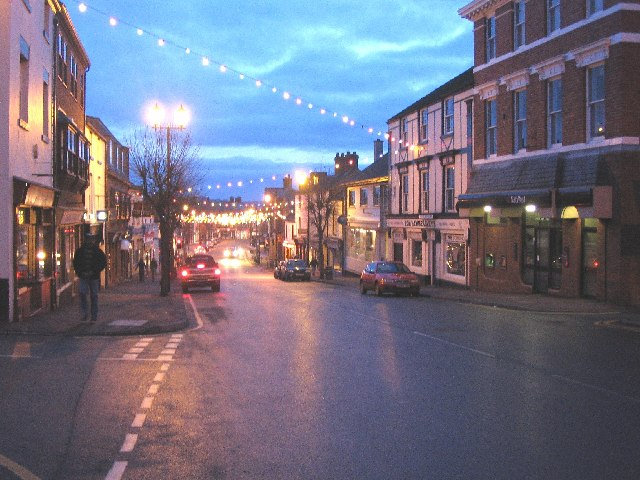
Luces de Navidad en Mold, la quinta localidad más grande y capital de Flintshire.

- Connah's Quay: 16.526[3]
- Buckley: 14.568[4]
- Hawarden: 13.549[5]
- Flint: 12.804[6]
- Mold (capital): 9.568[7]
- Holywell: 8.715[8]
- Shotton: 6.265[9]
- Ewloe: 4.862[10]
- Saltney: 4.769[11]
- Bagillt: 3.918[12]
- Penyffordd: 3.715[13]
- Halkyn: 2.862[14]
- Greenfield: 2.741
- Leeswood: 2.148[15]
- Mostyn: 2.012[16]
- Queensferry: 1.923[17]
- Gwernaffield: 1.851[18]
- Northop Hall: 1.665[19]
- Caergwrle: 1650[20]
- Caerwys: 1.315[21]

## Localidades con población (año 2016)
- Broughton 6,280
- Buckley 20,134
- Caerwys 953
- Connah's Quay 16,860
- Deeside Industrial Park 2,199
- Flint 14,676
- Flint Mountain 681
- Gronant 1,031
- Gwernaffield-y-Waun 933
- Gwernymynydd 1,157
- Higher Kinnerton 1,672
- Holywell 9,954
- Flintshire 4,526
- Leeswood 2,330
- Lixwm 642
- Mold 10,085
- Mostyn 1,672
- New Brighton 830
- Northop 1,055
- Northop Hall 1,485
- Pantymwyn 830
- Pentre Halkyn 1,134
- Penyffordd 4,005
- Pen-y-ffordd 651
- Rhosesmor 559
- Sandycroft 6,899
- Shotton 17,313
- Soughton 1,664
- Talacre 481
- Trelogan 655
- Treuddyn 1,335
- Walwen 1,336[22]